# Семениха (Сямженский район)
Семениха — деревня в Сямженском районе Вологодской области.
Входит в состав Ногинского сельского поселения, с точки зрения административно-территориального деления — в Ногинский сельсовет.
Расстояние по автодороге до районного центра Сямжи — 4,5 километра, до центра муниципального образования Ногинской — 1 километр. Ближайшие населённые пункты — Ушаковская, Волховская, Ногинская.
По переписи 2002 года население — 2 человека.